# Vostochnaja (platå)
Vostochnaja är en platå i Antarktis. Den ligger i Östantarktis. Australien gör anspråk på området.